# NGC 434
NGC 434 is een balkspiraalstelsel in het sterrenbeeld Toekan. Het hemelobject ligt ongeveer 215 miljoen lichtjaar (65,9×106 parsec) van de Aarde verwijderd en werd op 28 oktober 1834 ontdekt door de Britse astronoom John Herschel. Het hemelobject ligt in de buurt van NGC 434A.

## Synoniemen
- PGC 4325
- ESO 113-23
- AM 0110-583